# Madulang
Madulang is een bestuurslaag in het regentschap Sampang van de provincie Oost-Java, Indonesië. Madulang telt 5865 inwoners (volkstelling 2010).